# Municipio di Lovanio
Il  Palazzo Comunale (neerlandese: Stadhuis) di Lovanio, in Belgio, sorge sul centrale Grote Markt (piazza del Mercato Grande), ove si affacciano i principali monumenti cittadini.
È uno dei maggiori esempi di palazzi pubblici in Europa, e uno dei più alti capolavori dello stile gotico brabantino.

## Storia

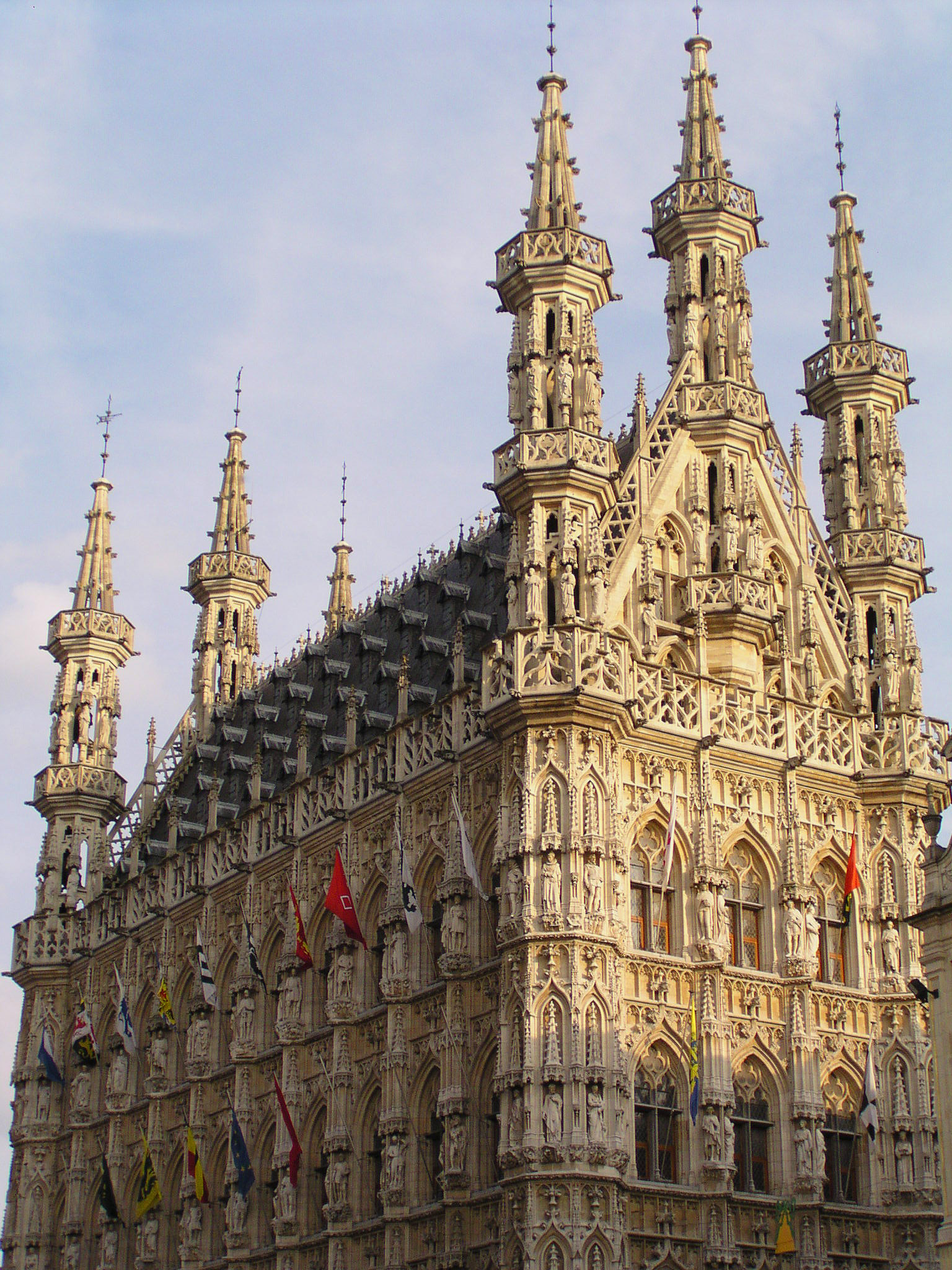

L'edificio odierno è il terzo municipio costruito a Lovanio. Il primo era in diversa ubicazione, nell'Oude Markt (la Piazza del Mercato Vecchio); il secondo, prese già l'attuale sede ed era formato da più edifici accorpati ma situati in un allineamento più avanzato rispetto all'attuale municipio. Nel 1439 si decise di accorpare tutti questi edifici municipali dietro un'unica facciata. Il progetto venne affidato all'allora Architetto di Città, Sulpitius Van Vorst che presentò un progetto ambizioso, più arretrato lasciando più spazio alla piazza e ispirato al Municipio di Bruxelles, includendo perfino un Beffroi all'angolo con Naamsestraat. Ma deceduto l'architetto già dopo l'inizio della costruzione dell'ala posteriore, il cantiere venne continuato da Jan II Keldermans, il che non era solo un palazzo am anche un posto in cui le persone andavano a pregare nel 1445.
In seguito il progetto venne ripreso nel 1448 da Matthijs de Layens, quest'ultimo si può definire il vero architetto-creatore del Municipio di Lovanio. Modificò notevolmente il progetto rendendolo un reliquiario Tardo gotico. Impose una simmetria, omise il Beffroi e aggiunse il coronamento dell'altissimo tetto e delle sei torrette-guglie ottagonali agli angoli dei frontoni laterali. Inoltre salvò le cantine gotiche dalla demolizione delle precedenti casette municipali, accorpandole con i sotterranei dell'edificio. Il 28 marzo 1448 venne posta la prima pietra e intorno al 1460 gli esterni e tetto erano già compiuti. Nel 1469 l'intero edificio era ormai terminato.
Nel XIX secolo, dopo il passare dei secoli, divenne necessario porre mano all'edificio al fine di restaurarlo. Il palazzo scampò miracolosamente alle devastazioni della prima guerra mondiale; nella Seconda una bomba scoppiò sulla piazza antistante e causò danni alla facciata; ci vollero dei grandi lavori di restauro, protrattisi fino al 1983, per recuperarla.

## Architettura

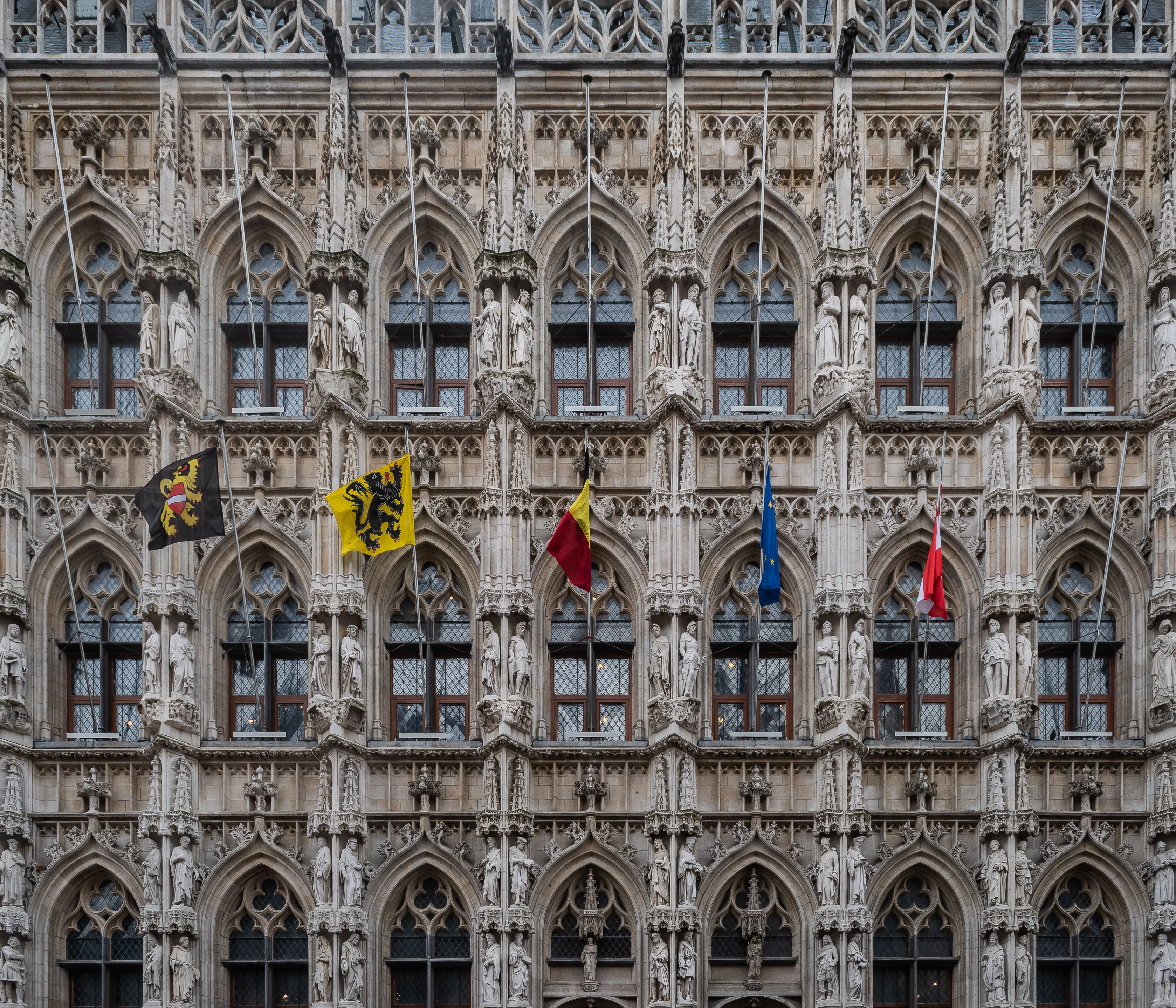
Particolare della facciata.

Il Municipio presenta tre piani estremamente decorati da un ricco paramento scultoreo Gotico brabantino. Le serie di traforate finestre bifore e crociate sono alternate da coppie di nicchie e mensoloni, presenti anche sulle torri-guglie. I mensoloni sono finemente scolpiti con Scene bibliche dove spesso appare il tema "colpa e punizione", sorta di funzione didattica rivolta sia al popolo, che animava numeroso il mercato sottostante, sia ai giudici chiamati a svolgere le funzioni cittadine all'interno.
Le 236 statue poste dentro alle nicchie vennero aggiunte dopo il 1850 con i lavori di restauro del XIX secolo. I personaggi sono abbigliati alla borgognona secondo l'uso dell'epoca della costruzione dell'edificio. Divenne il Pantheon di Lovanio; dove nei primi due ordini del pianoterra sono raffigurati artisti, sapienti e personaggi conosciuti della storia della città; al primo piano le statue simboleggiano le Libertà comunali e i Santi patroni delle parrocchie cittadine; al secondo piano sono i Conti di Lovanio e i Duchi di Brabante; infine sulle torri-guglie sono posti Personaggi biblici. Al centro della facciata principale, un complesso scalone balaustrato conduce a due portali d'ingresso affiancati dalle statue di San Pietro a sinistra, e della Madonna col bambino a destra, in relazione all'opposta Collegiata.

## Interni
All'interno sono sontuose sale di rappresentanza di epoche diverse con importanti opere d'arte, alcune delle quali riarredate in occasione della visita a Lovanio del re Leopoldo II nel 1852. 
Le più interessanti di nota sono:
- la Sala dei Passi Perduti, a pianterreno, concepita come prolungamento coperto della piazza antistante, e che assolse la funzione di mercato coperto per lungo tempo.

Le estremità delle travi in quercia, furono cesellate con le Storie dell'Antico Testamento dallo scultore bruxellese Willem Ards nel 1448-49.
- La cosiddetta Sala Gotica, risalente al 1467, è l'ambiente più interessante dell'edificio. Lo scultore bruxellese Willem Ards fu anche qui incaricato di decorare le travature del soffitto. Vi scolpì Scene del Nuovo Testamento, Vita di Cristo e della Vergine.

Durante gli ultimi decenni del XIX secolo la sala venne restaurata. Si approfittò anche per riarredarla con la costruzione di un camino monumentale e una serie di 11 quadri vennero commissionati al pittore André Hennebicq di Tournai, il quale realizzò quattro grandi tele con scene della Storia di Lovanio e sette ritratti di Sapienti cittadini.